# كانكاكي
كانكاكي (بالإنجليزية: Kankakee, Illinois)‏ هي مدينة تقع بولاية إلينوي في الولايات المتحدة. تأسست عام 1853، تبلغ مساحتها (كم²)، وترتفع عن سطح البحر م، بلغ عدد سكانها 27537 نسمة في عام 2010 حسب إحصاء مكتب تعداد الولايات المتحدة .

## أعلام
- هيرمان دبليو. سنو
- جاك سيكما
- دتش بومان
- ديفيد بروس
- جورج تسيغلر
- هارولد بيرس
- غريغوري كوندي
- هارولد غراي
- فريد ماكموراي

## وصلات خارجية
- www.citykankakee-il.gov